# 笠間バイパス
笠間バイパス（かさまバイパス）は茨城県笠間市内を通る国道50号のバイパスである。

## 概要
- 起点 : 茨城県笠間市飯合
- 終点 : 茨城県笠間市才木
- 距離 : 3.3 km
- 車線数 : 4車線
- 区分 :
- 設計速度 :

## 歴史
- 1968年（昭和43年）度：事業化
- 1969年（昭和44年）8月25日：茨城県告示第1004号で笠間市大字飯合 - 笠間市笠間（1.508 km）の道路区域が指定される[1]。
- 1971年（昭和46年）3月8日：茨城県告示第241号で笠間市大字飯合 - 笠間市笠間（3.34 km）の道路区域が指定される[2]。
- 1971年（昭和46年）6月：工事着手
- 1971年（昭和46年）8月：道路予定地に位置する遺跡・古墳の発掘調査実施
- 1972年（昭和47年）7月8日：暫定2車線で全区間開通、供用開始[3]。
- 2010年（平成22年）12月：完成4車線供用

## 交差する道路
- 茨城県道1号宇都宮笠間線（笠間市石井）
- 国道355号（笠間市寺崎）
- 茨城県道39号笠間緒川線（笠間市金井）
- 茨城県道61号日立笠間線（笠間市笠間）